# Гудрун Бурвіц
Гудрун Бурвіц (нім. Gudrun Margarete Elfriede Emma Anna Burwitz, нар. 8 серпня 1929 — пом. 24 травня 2018) — старша дочка рейхсфюрера СС Генріха Гіммлера.

## Біографія
По закінченню війни разом з матір'ю проживала деякий час у церковному притулку. Потім вийшла заміж за журналіста і письменника Вульфа-Дітера Бурвіца, який активно брав участь в неонацистському русі. Родина, в якій народилося двоє дітей, проживала в Мюнхені. Гудрун Бурвіц ніколи не зрікалася ідеології свого батька та постійно намагалася виправдати його злочини. З 1951 року Гудрун брала участь в діяльності об'єднання «Тиха допомога», що надавало допомогу колишнім нацистам. В 1952 році вона брала участь в створенні забороненої згодом в 1994 році організації «Вікінгюгенд» за зразком гітлерюгенду.

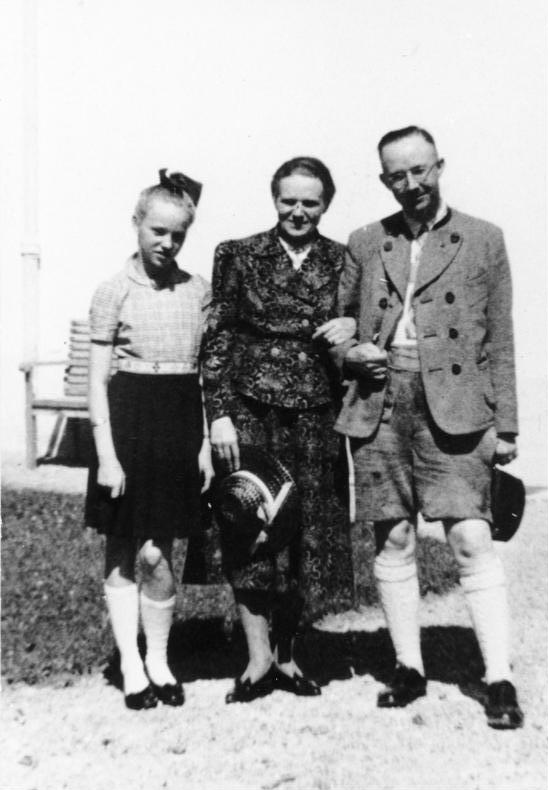
Гудрун (ліворуч) із батьками.

У червні 2018 року разом з звісткою про смерть, що сталась ще 24 травня, стало відомо, що Гудрун Бурвіц в 1961—1963 роках працювала секретарем у Федеральній розвідувальній службі Німеччини під вигаданим ім'ям. У ці роки службою керував колишній офіцер нацистської військової розвідки Рейнхард Гелен. Була звільнена в 1963 році після виявлення колишніх нацистів, які працювали на службі.